# Gasdrüse
Gasdrüsen sind Zellen, die bei Physoclisten (Knochenfischen mit geschlossener Schwimmblase) die Schwimmblase mit Sauerstoff befüllen.
Die Gasdrüsen sitzen an der Schwimmblase und bauen anaerob Glukose zu Lactat und Kohlendioxid ab. Dieser anaerobe Glukoseabbau wird selbst bei guter Sauerstoffversorgung aufrechterhalten. Dadurch wird das Blut stark angesäuert und Sauerstoff bindet nicht mehr an Hämoglobin. Dies wird als der Root-Effekt bezeichnet. Durch die erhöhte Lactatkonzentration kommt es zusätzlich zu dem sogenannten „Aussalz-Effekt“ und die Löslichkeit aller Gase im Blut wird verringert. Der Sauerstoff diffundiert daraufhin in die Schwimmblase und diese kann unter hohem Druck befüllt werden.
Zusätzlich wird durch ein Wundernetz (Rete mirabile) über einen Gegenstromkreislauf gewährleistet, dass Lactat und Kohlendioxid in der Nähe der Schwimmblase bleiben. Die zu- und abführenden Kapillaren liegen hier direkt aneinander und durch das Konzentrationsgefälle werden die Glukoseabbauprodukte in dem Gebiet gehalten.

## Gasdrüsen im Auge
Bei Fischaugen dienen die Gasdrüsen ebenfalls zur Ansäuerung, hier wird die Sauerstoffversorgung der Netzhaut aufrechterhalten. Durch die Ansäuerung werden hier jedoch nicht so niedrige Werte wie bei den Schwimmblasen der Physoclisten erreicht. Dadurch wird die weitere Funktionalität der Netzhaut gewährleistet, da diese nicht in der Lage ist, extrem niedrige pH-Werte zu tolerieren.